# Touhou Project
Touhou Project (japonês: 東方Project, Hepburn: Tōhō Purojekuto), também conhecido como Project Shrine Maiden ou simplesmente Touhou (東方, literalmente "Oriental"), é uma série de jogos com foco em shmups de bullet hell feitos pelo grupo dōjin Team Shanghai Alice. O único membro do grupo, conhecido como ZUN, desenvolveu independentemente os gráficos, músicas e programação sozinho. ZUN também produziu obras impressas e álbuns musicais, e colaborou com o grupo dōjin Twilight Frontier em jogos spin-off, onde a maioria são jogos de luta.
A franquia começou em 1996 com o lançamento de seu primeiro jogo, Highly Responsive to Prayers para a série japonesa de computadores NEC PC-9801. Os próximos quatro jogos, desenvolvidos até 1998 também foram para o NEC PC-9801. A série então ficou inativa até 2002 quando foi lançado o primeiro jogo para Windows, The Embodiment of Scarlet Devil, este que é o mais famoso e responsável pela popularidade de Touhou Project no Ocidente.
A série se passa em Gensokyo, uma terra isolada do mundo exterior e habitada principalmente por humanos e yōkai, criaturas lendárias do folclore japonês, personificadas como bishōjo em um estilo antropomórfico. Reimu Hakurei, a miko (sacerdotisa) do Santuário Hakurei e protagonista da série, é frequentemente encarregada de resolver "incidentes" sobrenaturais causados dentro e ao redor de Gensokyo. A partir do segundo jogo, ela conta com a ajuda de Marisa Kirisame.
Touhou Project ficou mais particularmente notável como uma fonte proeminente de conteúdo dōjin japonês, com a série gerando um vasto conjunto de obras feitas por fãs, como obras de arte, música, obras impressas, videogames e memes da Internet. Por conta disso, ela ganhou um culto de seguidores fora do Japão. A popularidade da franquia e suas obras derivadas foram atribuídas, em parte, com as poucas restrições de ZUN no uso de seu conteúdo. Obras não oficiais são frequentemente vendidas em convenções de fãs, incluindo a Comiket, onde a franquia frequentemente detém o recorde de participação de círculos dōjin, e a convenção oficial Reitaisai, onde as versões de teste dos jogos oficiais são tipicamente distribuídas antes do lançamento.

## Jogos
| 1997 | 01 Highly Responsive to Prayers         |
| 1997 | 02 Story of Eastern Wonderland          |
| 1997 | 03 Phantasmagoria of Dim. Dream         |
| 1998 | 04 Lotus Land Story                     |
| 1998 | 05 Mystic Square                        |
| 1999 |                                         |
| 2000 |                                         |
| 2001 |                                         |
| 2002 | 06 Embodiment of Scarlet Devil          |
| 2003 | 07 Perfect Cherry Blossom               |
| 2004 | 08 Imperishable Night                   |
| 2004 | 07.5 Immaterial and Missing Power*      |
| 2005 | 09 Phantasmagoria of Flower View        |
| 2005 | 09.5 Shoot the Bullet                   |
| 2006 |                                         |
| 2007 | 10 Mountain of Faith                    |
| 2008 | 10.5 Scarlet Weather Rhapsody*          |
| 2008 | 11 Subterranean Animism                 |
| 2009 | 12 Undefined Fantastic Object           |
| 2009 | 12.3 Touhou Hisoutensoku*               |
| 2010 | 12.5 Double Spoiler                     |
| 2010 | 12.8 Fairy Wars                         |
| 2011 | 13 Ten Desires                          |
| 2012 |                                         |
| 2013 | 13.5 Hopeless Masquerade*               |
| 2013 | 14 Double Dealing Character             |
| 2014 | 14.3 Impossible Spell Card              |
| 2015 | 14.5 Urban Legend in Limbo*             |
| 2015 | 15 Legacy of Lunatic Kingdom            |
| 2016 |                                         |
| 2017 | 16 Hidden Star in Four Seasons          |
| 2017 | 15.5 Antinomy of Common Flowers*        |
| 2018 | 16.5 Violet Detector                    |
| 2019 | 17 Wily Beast and Weakest Creature      |
| 2020 |                                         |
| 2021 | 18 Unconnected Marketeers               |
| 2021 | 17.5 Sunken Fossil World*               |
| 2022 | 18.5 100th Black Market                 |
| 2023 | 19 Unfinished Dream of All Living Ghost |
| 2024 |                                         |
| 2025 | 20 Fossilized Wonders                   |

### Jogos para PC-98
Touhou Project começou na série de computadores japoneses PC-9801, e seus primeiros cinco jogos foram feitos para essa plataforma. Usuários de PCs modernos podem jogar esses títulos por meio de um emulador. Além disso, os jogos para o PC-98 foram lançados em um momento em que a série de computadores já estava em declínio, o que fez com que esses jogos não fossem amplamente conhecidos entre os jogadores. Oficialmente, os jogos eram desenvolvidos sob o copyright de ZUN Soft e distribuídos pelo grupo Amusement Makers.
Highly Responsive to Prayers (東方靈異伝, Touhou  Reiiden)
O primeiro jogo da série Touhou. Não é um shmup tradicional; ao invés disso, ele é similar a Arkanoid. Reimu Hakurei, a perpétua protagonista da série, foi introduzida neste jogo. O jogo foi finalizado em 1995, mas foi mostrado ao público pela primeira vez no 20º Hatoyama Matsuri, a feira anual realizada no campus Hatoyama da Universidade de Tokyo Denki. Em novembro de 1996. Foi lançado na Comiket 52, juntamente com Story of Eastern Wonderland.
Story of Eastern Wonderland (東方封魔録, Touhou Fuumaroku)
Lançado em 15 de agosto de 1997 na Comiket 52, junto com o primeiro jogo.
Este é o primeiro título da série a utilizar o estilo danmaku. Além disso, marca a primeira aparição de Marisa Kirisame, que aparece como a penúltima chefe, que posteriormente se torna a deuteragonista selecionável da série.
Phantasmagoria of Dim. Dream (東方夢時空, Touhou  Yumejikuu)
Um shmup versus de dois jogadores, similar a Twinkle Star Sprites. Lançado em 29 de dezembro de 1997 na Comiket 53.
Lotus Land Story (東方幻想郷, Touhou Gensoukyou)
Lançado em 14 de agosto de 1998 na Comiket 54, este jogo introduz o modo de foco, que se tornou um ponto permanente na série, diminuindo a velocidade de movimento da personagem para facilitar a esquiva das balas. É o primeiro jogo da série a mencionar Gensokyo, no título em japonês do jogo.
Mystic Square (東方怪綺談, Touhou Kaikidan)
O quinto e último jogo para o PC-98, lançado em 30 de dezembro de 1998 na Comiket 55. Mima e Yuuka, últimas chefes de Story of Eastern Wonderland e Lotus Land Story respectivamente, retornam como personagens jogáveis neste jogo. Este jogo também marca a primeira aparição de uma personagem notável em Touhou, Alice Margatroid.

### Jogos para Windows
Após quase quatro anos de inatividade, ZUN começou a produzir jogos para Windows e deixou o Amusement Makers para fundar seu próprio grupo, a Team Shanghai Alice. A jogabilidade desses jogos para Windows foi significativamente aprimorada em relação aos de PC-98. A maioria dos trabalhos dōjin derivados de Touhou é focada nesses jogos.
Embodiment of Scarlet Devil (東方紅魔郷, Touhou Koumakyou)
Este é o sexto jogo da série e o primeiro desenvolvido para Windows. Representou um grande avanço em relação aos jogos para PC-98, tanto em qualidade gráfica quanto musical, e foi o primeiro a ganhar popularidade significativa no Ocidente. A história é contada por meio de diálogos entre as personagens nos intervalos das fases: Gensokyo foi encoberta por uma névoa vermelha, bloqueando a visão do sol. Jogando como a miko Reimu Hakurei ou a maga humana Marisa Kirisame, o jogador parte para enfrentar a fonte da névoa, uma figura misteriosa conhecida como Demônio Escarlate.
Perfect Cherry Blossom (東方妖々夢, Touhou Youyoumu)
Sétimo jogo da série, e é notável entre os lançamentos mais recentes por ter títulos diferentes em japonês e inglês, sem significados semelhantes; seu título japonês pode ser interpretado como Bewitching Eastern Dream ("Sonho Enfeitiçante Oriental"). Em Gensokyo, o inverno persiste muito além do normal, o que leva os habitantes a suspeitarem que algo está errado. O jogador, assumindo o papel de Reimu, Marisa ou da nova integrante Sakuya Izayoi, parte em busca daqueles que parecem estar atrasando a chegada da primavera. Perfect Cherry Blossom mantém a tradição da série Touhou, trazendo de volta chefes de jogos anteriores como personagens selecionáveis. Sakuya, a empregada da vampira Remilia Scarlet (conhecida como o Demônio Escarlate), agora se junta às heroínas, após ter lutado contra ela nas fases 5 e 6 de Embodiment of Scarlet Devil.
Immaterial and Missing Power (東方萃夢想, Touhou Suimusou)
Este jogo foi produzido numa colaboração com o grupo Twilight Frontier, e é um spin-off da série. Immaterial and Missing Power é um jogo de luta 2D, ao invés de um shmup.
Diferentemente dos outros jogos da série, o grupo Team Shanghai Alice foi responsável apenas pela história e certas músicas; apesar disto, este jogo é considerado um trabalho oficial do grupo.
As personagens jogáveis iniciais deste jogo incluem algumas figuras já conhecidas dos jogos anteriores para Windows, como as protagonistas Reimu Hakurei e Marisa Kirisame, além de Alice Margatroid, Youmu Konpaku (ambas chefes em Perfect Cherry Blossom), e Sakuya Izayoi e Patchouli Knowledge (ambas chefes em Embodiment of Scarlet Devil). Conforme o jogador conclui o modo história com essas personagens, outras se tornam disponíveis para seleção. Um patch oficial adiciona Hong Meiling (Embodiment of Scarlet Devil) como personagem jogável, embora ela não tenha uma rota própria no modo história.
Imperishable Night (東方永夜抄, Touhou Eiyashou)
Oitavo jogo da série, lançado na Comiket 66 em 15 agosto de 2004. O foco da história deste jogo está num mal mais sutil do que os dos jogos anteriores: o Festival de Observação da Lua, evento anual em Gensokyo, está a apenas algumas horas para começar, mas alguém parece ter substituído a lua por uma falsa que não pode ficar completamente cheia. Um time de humanos e yōkai parte para tentar reverter a situação.
A história diz que o time que o jogador escolhe é o único que parte para investigar. Isto é verdade para a maioria dos jogos; a única personagem que enfrenta o último chefe é aquela escolhida pelo jogador, exceções acontecem em Phantasmagoria of Dim. Dream, Phantasmagoria of Flower View e Undefined Fantastic Object.
Neste jogo, cada uma das personagens normalmente selecionáveis forma uma parceria com uma figura do lado não-humano de Gensokyo. Reimu se alia a Yukari Yakumo, a Yōkai das Fronteiras (de Perfect Cherry Blossom); Marisa se junta a Alice Margatroid, a Marionetista de Sete Cores; e Sakuya traz sua mestra, Remilia Scarlet. A quarta equipe é composta pela meio-fantasma Youmu Konpaku e pela fantasma Yuyuko Saigyouji, as últimas chefes de Perfect Cherry Blossom. Todas as outras personagens também aparecem em PCB, porém Remilia apareceu apenas em alguns finais.
Phantasmagoria of Flower View (東方花映塚, Touhou  Kaeizuka)
O nono jogo Touhou, lançado na edição de verão da Comiket de agosto de 2005, é um shmup versus, similar a Phantasmagoria of Dim. Dream, e apresenta uma jogabilidade bastante diferente dos três jogos anteriores da série. A história gira em torno de uma investigação sobre o motivo das flores de Gensokyo estarem florescendo descontroladamente e fora de estação. As personagens inicialmente jogáveis incluem Reimu, Marisa e Sakuya, além de mais duas personagens dos jogos anteriores. Outras personagens se tornam disponíveis conforme o jogador conclui o modo história de cada uma. Esse jogo marca também a reaparição de uma personagem da era PC-98, Yuuka Kazami.
Shoot the Bullet (東方文花帖, Touhou Bunkachou)
O jogo 9.5 da série, lançado na Comiket 69 em dezembro de 2005, é intencionado como a versão em jogo do livro oficial Bohemian Archive in Japanese Red. No jogo, o jogador assume o papel da repórter tengu Aya Shameimaru, cujo objetivo é tirar fotos das chefes dos jogos da série para seu jornal, completando fases cada vez mais desafiadoras. Este jogo é único, pois o jogador não possui os métodos convencionais de tiro ou bomba; em vez disso, a câmera de Aya é tanto o principal método de ataque quanto de defesa, já que ela pode apagar as balas da tela. A pontuação é determinada pela qualidade das fotos, localização da chefe, quantidade de balas e a posição de Aya.
Mountain of Faith (東方風神録, Touhou Fuujinroku)
O décimo jogo da série Touhou foi anunciado no início de maio de 2007, e uma versão demo foi lançada no Reitaisai 4 em 20 de maio de 2007. O jogo completo foi lançado no primeiro dia da Comiket 72, em 17 de agosto de 2007. Reimu recebe a ordem de fechar o Santuário Hakurei, ou ele seria destruído e o deus da Montanha Youkai tomaria posse dele. Jogando como Reimu ou Marisa, o jogador deve ascender até o topo da Montanha Youkai para confrontar o deus responsável pelos acontecimentos e impedir a dominação do santuário. O jogo introduz o sistema de spell cards, que consomem o poder do jogador, substituindo o antigo sistema baseado em uma quantidade específica de usos. Este jogo foi um dos mais bem-sucedidos da série, devido à apresentação gráfica superior em relação aos anteriores.
Scarlet Weather Rhapsody (東方緋想天, Touhou Hisouten)
Este é um jogo de luta similar a Immaterial and Missing Power e também foi criado em colaboração com a Twilight Frontier. Ele é numerado 10.5 na série e foi lançado em 25 de março de 2008. A história do jogo gira em torno de estranhas manifestações climáticas que estão ocorrendo por Gensokyo, e, como uma das personagens selecionáveis, o jogador deve descobrir quem está controlando esses fenômenos. Este jogo introduziu o sistema de decks de cartas e de condições mutáveis de tempo, que afetam a jogabilidade durante as lutas.
Subterranean Animism (東方地霊殿, Touhou Chireiden)
O décimo primeiro jogo Touhou foi anunciado em 1º de maio de 2008, e uma demo foi disponibilizada no Reitaisai 5 junto da versão completa de Scarlet Weather Rhapsody. A versão completa foi lançada na Comiket 74 em 16 de agosto de 2008. A história do jogo começa com o surgimento de um misterioso gêiser perto do Santuário Hakurei, que parece liberar espíritos malignos do subterrâneo. Reimu ou Marisa, com a ajuda de três yōkai (Yukari Yakumo, Suika Ibuki ou Shameimaru Aya para Reimu; Alice Margatroid, Patchouli Knowledge ou Nitori Kawashiro para Marisa), vão ao subterrâneo para impedir que a fonte do gêiser cause mais problemas.
Undefined Fantastic Object (東方星蓮船, Touhou Seirensen)
O décimo segundo jogo da série foi anunciado em 26 de fevereiro de 2009. Uma demo foi lançada no Reitaisai 6 em 8 de março de 2009, e a versão completa foi lançada na Comiket 76 em 15 de agosto de 2009. A primavera chegou em Gensokyo, e uma nave mágica voadora, que se acredita trazer boa sorte, apareceu no céu. O jogador assume o papel de Reimu, Marisa ou Sanae Kochiya, que retorna de Mountain of Faith, enquanto as três garotas tentam entrar na nave. Enquanto o sistema de bombas e spellcards (que estava ausente tanto em Mountain of Faith quanto em Subterranean Animism) retorna neste jogo, o sistema de pontuação é complementado pelos "Undefined Fantastic Objects" (UFOs), que aparecem como tradicionais objetos voadores não identificados em três cores (verde, vermelho e azul). O jogador deve coletá-los em grupos de três para obter diferentes bônus: vermelho para "power ups", verde para "Spell Cards" e azul para pontos. Os bônus só são obtidos ao coletar os três objetos da mesma cor.
Touhou Hisoutensoku (東方非想天則 〜 超弩級ギニョルの謎を追え, Touhou  Hisoutensoku ~  Choudokyuu Ginyoru no Nazo o Oe)
O terceiro jogo de luta feito com a Twilight Frontier, Touhou Hisoutensoku, foi anunciado em 23 de julho de 2009 e lançado na Comiket 76 em 15 de agosto de 2009. Ele é numerado 12.3 na série e introduz novas Spell Cards e condições de tempo. Personagens de Scarlet Weather Rhapsody podem ser escolhidas no modo versus, caso este também esteja instalado no PC. A história gira em torno de uma criatura gigante chamada Hisoutensoku, que recentemente tem sido a causa de alguns desastres em Gensokyo. Os cenários de Sanae e Cirno envolvem a investigação do estranho ser e de quem o está controlando. O cenário de Hong Meiling envolve uma luta contra uma criatura em um sonho, que queria destruir o mundo. Esse é o único jogo da série que não recebeu um subtítulo em inglês.
Double Spoiler (ダブルスポイラー 〜 東方文花帖, Double Spoiler ~ Touhou  Bunkachou)
O jogo número 12.5 na série foi anunciado por ZUN em 3 de março de 2010. O jogo foi lançado em 14 de março de 2010 na convenção Reitaisai 7. Ele foca novamente na personagem Aya Shameimaru e foi planejado como uma continuação de Shoot the Bullet, já que mantém o mesmo estilo de jogo. No entanto, ele adiciona novas personagens e Spell Cards, incluindo todas as personagens de Mountain of Faith em diante.
Fairy Wars (妖精大戦争 〜 東方三月精, Yousei Daisensou ~ Touhou  Sangetsusei)
O jogo número 12.8 na série foi anunciado por ZUN em 23 de julho de 2010. Ele é a continuação da série de mangás Touhou Sangetsusei e foi lançado na Comiket 78 em 14 de agosto de 2010. Cirno é a protagonista, e o modo de jogo é baseado em shoot 'em up, com a inclusão da habilidade de congelar as balas (bullets).
Ten Desires (東方神霊廟, Touhou Shinreibyou)
Este é o 13º jogo da série, anunciado em 28 de fevereiro de 2011. Uma demo estava prevista para ser lançada na convenção Reitaisai 8, em 13 de março de 2011, mas foi cancelada devido ao terremoto de Tohoku. O jogo completo foi lançado na Comiket 80, em 13 de agosto de 2011. Reimu, Marisa e Sanae são novamente jogáveis, assim como estavam no jogo anterior, Undefined Fantastic Object, com Youmu Konpaku se juntando como a quarta personagem jogável. Neste jogo, Reimu e Marisa percebem um aumento nos espíritos divinos e saem para investigar. Sanae tenta usar a força desses espíritos divinos para os deuses do Santuário Moriya, enquanto Youmu busca exterminar todos os fantasmas que não estão sob seu controle.
Hopeless Masquerade (東方心綺楼, Touhou Shinkirou)
Este é o jogo número 13.5 da série, e o quarto jogo de luta criado pela Team Shanghai Alice em colaboração com a Twilight Frontier. Foi anunciado em 5 de outubro de 2012. O jogo apresenta um estilo completamente diferente de sprites 2D em comparação com os jogos anteriores. Uma demo foi lançada na Comiket 83, em dezembro de 2012, e a versão final do jogo foi lançada na Reitaisai 10, em 26 de maio de 2013.
Double Dealing Character (東方輝針城, Touhou Kishinjou)
O décimo quarto jogo da série foi anunciado por ZUN em 11 de maio de 2013. Uma versão de teste do jogo foi lançada na Reitaisai 10 em 26 de maio de 2013, e a versão completa foi lançada na Comiket 84 em 14 de agosto de 2013. Reimu e Marisa são novamente jogáveis, e Sakuya retorna como personagem jogável desde Phantasmagoria of Flower View. A história gira em torno de um tumulto de yōkai por toda Gensokyo, e as armas das três protagonistas começaram a agir estranhamente. O jogador deve decidir se vai pegar suas armas e lutar contra os yōkai ou deixá-las de lado.
Impossible Spell Card (弾幕アマノジャク, Danmaku Amanojaku)
O jogo 14.3 da série foi anunciado em 12 de abril de 2014 e lançado em 11 de maio, no Reitaisai 11. Este jogo é uma sequência de Double Dealing Character. O jogador controla Seija Kijin, que é a chefe da 5ª fase do jogo anterior, e agora é caçada em Gensokyo devido aos eventos do jogo anterior. A mecânica deste jogo gira em torno de ataques considerados impossíveis de serem capturados, por isso, Seija faz uso de itens externos, como câmeras, que deletam os tiros inimigos. Mesmo que esses ataques sejam considerados impossíveis de capturar, é possível fazê-lo sem o uso de outros itens, desbloqueando conquistas no jogo.
Urban Legend in Limbo (東方深秘録, Touhou  Shinpiroku)
O jogo 14.5 da série foi anunciado em 16 de novembro de 2014, com uma versão demo lançada na Comiket 87 em 29 de dezembro de 2014. A versão completa foi disponibilizada em 10 de maio de 2015, durante a Reitaisai 12. Neste jogo, Reisen Udongein Inaba, que havia estreado em Imperishable Night, tornou-se um personagem extra jogável. Além disso, a versão de PlayStation 4 também foi lançada, oferecendo aos jogadores a possibilidade de jogar com Reisen, que não era jogável na versão anterior do jogo.
Legacy of Lunatic Kingdom (東方紺珠伝, Touhou Kanjuden)
O décimo quinto jogo da série Touhou Project, intitulado Legacy of Lunatic Kingdom, foi anunciado por ZUN em 22 de abril de 2015. A versão demo foi lançada durante a Reitaisai 12, em 10 de maio de 2015, juntamente com a versão completa de Urban Legend in Limbo, e a versão final foi disponibilizada em 14 de agosto de 2015.
Legacy of Lunatic Kingdom tem quatro personagens jogáveis: Reimu, Marisa, Sanae e Reisen. O jogo oferece dois modos: "Legacy Mode", semelhante aos jogos anteriores, e "Pointdevice Mode", que remove vidas e continuações, mas inclui checkpoints por capítulos. O sistema de "grazing" foi alterado, permitindo que itens de pontos caiam mais lentamente enquanto o jogador use-o, com bônus adicionais de fragmentos de vida ou bomba dependendo do desempenho.
Antinomy of Common Flowers (東方憑依華, Touhou  Hyouibana)
O jogo 15.5 da série, desenvolvido pela Team Shanghai Alice em parceria com a Twilight Frontier. A primeira demo foi lançada na Reitaisai 14, com apenas 4 personagens jogáveis. Uma segunda demo foi disponibilizada na Autumn Reitaisai 4, incluindo mais personagens de Urban Legend in Limbo.
É uma sequência de Urban Legend in Limbo e reutiliza o sistema "Orbe Oculto". Uma lenda urbana conhecida como "Possessão Perfeita" se manifestou, combinando pares de residentes de Gensokyo em um único corpo e permitindo que lutem como uma equipe de "Mestre" e "Escravo", podendo alternar entre os dois. Ele inclui modos multiplayer local e online, além do modo história para um jogador.
A versão completa foi lançada no Comiket 93, e o jogo foi disponibilizado no Steam em 5 de janeiro de 2018. Uma demo para PlayStation 4 foi apresentada no Reitaisai 16 em 5 de maio de 2019, e o jogo foi lançado para o Nintendo Switch em 22 de abril de 2021.
Hidden Star in Four Seasons (東方天空璋, Touhou Tenkuushou)
É o 16º jogo oficial da série Touhou. Foi anunciado por ZUN em seu blog pessoal em 20 de abril de 2017. Uma demo jogável foi lançada em 7 de maio de 2017 no Reitaisai 14, e a versão completa foi lançada em 11 de agosto de 2017 no Comiket 92. O jogo foi lançado no Steam em 17 de novembro de 2017, marcando a estreia da série Touhou na plataforma.
Violet Detector (秘封ナイトメアダイアリー, Hifuu Nightmare Diary)
O jogo oficial "16.5" da série Touhou, sendo um jogo de fotografia com rolagem vertical do tipo danmaku. A protagonista jogável é Sumireko Usami. O jogo é uma sequência de Double Spoiler e Shoot the Bullet, compartilhando conceitos e mecânicas de gameplay semelhantes. Foi lançado em 10 de agosto de 2018 no Comiket 94.
Wily Beast and Weakest Creature (東方鬼形獣, Touhou  Kikeijuu)
É o décimo sétimo jogo oficial da série Touhou. Foi anunciado por ZUN em seu blog pessoal no dia 17 de abril de 2019. Uma demo jogável foi lançada em 5 de maio de 2019, durante o Reitaisai 16, e a versão completa foi lançada em 12 de agosto de 2019, no Comiket 96.
Reimu, Marisa e Youmu descobrem que espíritos animais estão planejando atacar o mundo da superfície. Para impedi-los, elas se aventuram no Inferno, onde são acompanhadas por um dos três espíritos amigáveis: Lobo, Lontra ou Águia. O jogo apresenta um sistema de bônus semelhante ao de Undefined Fantastic Object, com "Itens Espirituais" (baseados nos três tipos de espírito). Esses itens ativam efeitos especiais quando coletados em grupos de cinco.
Sunken Fossil World (東方剛欲異聞　～ 水没した沈愁地獄, Touhou Gouyoku Ibun)
O jogo 17.5 da série e uma colaboração com a Twilight Frontier. foi descrito no site oficial como um "jogo de ação danmaku de rolagem horizontal subaquática". Uma versão beta foi lançada em 6 de outubro de 2019. Inicialmente, o lançamento estava previsto para Reitaisai 18, mas em março de 2021 a Twilight Frontier anunciou que o jogo seria adiado até novo aviso. A versão final foi lançada em 24 de outubro de 2021, e uma versão para Nintendo Switch foi lançada em 20 de outubro de 2022.
Unconnected Marketeers (東方虹龍洞, Touhou  Kouryuudou)
O décimo oitavo jogo da série Touhou foi anunciado em fevereiro de 2021, com uma demo lançada em 21 de março do mesmo ano e a versão final disponibilizada para Steam em 4 de maio de 2021 e para venda física em 13 de maio de 2021.
A história do jogo gira em torno do surgimento e circulação de "Ability Cards" (Cartas de Habilidade) em Gensokyo, itens que contêm os segredos de humanos e yōkai, concedendo seus poderes a quem os utiliza. Isso chama a atenção de vários personagens: Reimu Hakurei, que parte para investigar os itens e seus segredos; Marisa Kirisame, que busca coletar o maior número possível, acreditando que eles possuem poderes mágicos; Sanae Kochiya, que fica preocupada com a circulação dos itens perto do Santuário Moriya, onde ela mora; e Sakuya Izayoi, que, sob a ordem de Patchouli Knowledge, a maga bibliotecária da Mansão do Demônio Escarlate (mansão de Remilia Scarlei), vai em busca desses itens por seu poder.
100th Black Market (バレットフィリア達の闇市場, Bulletphilia-tachi no Yami-Ichiba)
É o jogo oficial "18.5" da série Touhou, um jogo de danmaku de rolagem vertical, que tem como protagonista a personagem Marisa Kirisame. O jogo é uma continuação de Unconnected Marketeers e apresenta uma versão modificada do sistema de Ability Cards. Sua jogabilidade é inspirada em jogos anteriores baseados em cenas, como Impossible Spell Card e Violet Detector. O jogo foi lançado em 14 de agosto de 2022, durante o evento Comiket 100.
Unfinished Dream of All Living Ghost (東方獣王園, Touhou  Juuouen)
O décimo nono jogo da série Touhou, anunciado em 14 de abril de 2023, teve sua demo lançada em 7 de maio de 2023, na Reitaisai 20, e a versão completa foi lançada em 13 de agosto de 2023, na Comiket 102. A mecânica do jogo é semelhante a Phantasmagoria of Dim. Dream e Phantasmagoria of Flower View, mas com algumas mudanças, além de contar com um sistema de Ability Cards.
Fossilized Wonders (東方錦上京, Touhou  Kinjoukyou)
Próximo e vigésimo jogo da série, anunciado em 12 de abril de 2025. Versão de teste prevista para ser lançada em 5 de maio de 2025. Lançamento completo previsto para agosto de 2025, na Comiket 106.

## Outras mídias

### CDs musicais
Entre 2002 e 2016, dez CDs musicais foram lançados como parte de "ZUN's Music Collection". Cada álbum contém arranjos de músicas dos jogos, e também composições novas:
- Dolls in Pseudo Paradise (蓬莱人形, Hōrai Ningyō, 30/12/2002)
- Ghostly Field Club (蓮台野夜行, Rendaino Yakō, 30/12/2003)
- Changeability of Strange Dream (夢違科学世紀, Yumetagae Kagaku Seiki, 30/12/2004)
- Retrospective 53 minutes (卯酉東海道, Bōyu Tōkaidō, 21/05/2006)
- Magical Astronomy (大空魔術, Ōzora Majutsu, 13/08/2006)
- Unknown Flower, Mesmerizing Journey (未知の花　魅知の旅, Michi no Haba, Michi no Tabi, 08/05/2011)
- Trojan Green Asteroid (鳥船遺跡, Torifune Iseki, 30/04/2012)
- Neo-traditionalism of Japan (伊弉諾物質, Izanagi Busshitsu, 11/08/2012)
- Dr. Latency's Freak Report (燕石博物誌, Enseki Hakubutsushi, 08/05/2016)
- Dateless Bar "Old Adam" (旧約酒場, Kyūyaku Sakaba, 13/08/2016)
- Rainbow-Colored Septentrion (虹色のセプテントリオン, Nijiiro no Seputentorion, 31/12/2021)
- Taboo Japan Disentanglement (七夕坂夢幻能, Tanabatazaka Mugen Nou, 03/05/2024)

Cada álbum (exceto Dolls in Pseudo Paradise, Unknown Flower, Mesmerizing Journey, e Rainbow-Colored Septentrion) inclui um livreto escrito por ZUN documentando as atividades do "Clube Hifuu" ou "Secret Sealing Club" (秘封倶楽部, Hifū Kurabu) um autodenominado "clube de necromantes" em Quioto. Na coleção independente de histórias, as membras do clube, Renko Usami e Maribel Hearn, pesquisam e discutem vários tópicos relacionados a Gensokyo e coisas paranormais. Dolls in Pseudo Paradise inclui uma história sobre o destino de oito ladrões levados para Gensokyo, não relacionada ao Clube Hifuu e sem indicações de quando ou onde exatamente, em Gensokyo, se passa.
Em 2006 e 2007, ZUN lançou "Akyu's Untouched Score" (幺樂団の歴史, Yōgakudan no Rekishi), uma coleção de cinco volumes de trilhas sonoras da era PC-98 que inclui vários temas não utilizados. Os álbuns incluem respectivamente Lotus Land Story, Mystic Square, Story of Eastern Wonderland, Phantasmagoria of Dim.Dream e Highly Responsive to Prayers. Cada faixa da coleção foi aprimorada com a adição de um sexto canal de síntese FM, que foi originalmente reservado para efeitos sonoros nos jogos:
- Akyu's Untouched Score vol.1 (幺樂団の歴史１, Yōgakudan no Rekishi 1, 21/05/2006)
- Akyu's Untouched Score vol.2 (幺樂団の歴史２, Yōgakudan no Rekishi 2, 31/12/2006)
- Akyu's Untouched Score vol.3 (幺樂団の歴史３, Yōgakudan no Rekishi 3, 31/12/2006)
- Akyu's Untouched Score vol.4 (幺樂団の歴史４, Yōgakudan no Rekishi 4, 31/12/2007)
- Akyu's Untouched Score vol.5 (幺樂団の歴史５, Yōgakudan no Rekishi 5, 31/12/2007)

Trilhas sonoras originais para os seis jogos de luta oficiais também foram lançados. Os álbuns consistem em arranjos feitos por U2 Akiyama (あきやま うに, Akiyama Uni) da Twilight Frontier, com vários arranjos e/ou novas composições de ZUN:
- Immaterial and Missing Power OST (幻想曲抜萃, Gensōkyoku Bassui, 14/08/2005)
- Scarlet Weather Rhapsody OST (全人類ノ天楽録, Zenjinrui no Tengakuroku Tōhō Hisōten, 16/08/2008)
- Touhou Hisoutensoku OST (核熱造神ヒソウテンソク, Kakunetsuzōshin Hisōtensoku, 30/12/2009)
- Hopeless Masquerade OST (暗黒能楽集・心綺楼, Ankoku Nōgakushū, 12/08/2013)
- Urban Legend in Limbo OST (深秘的楽曲集　宇佐見菫子と秘密の部室, Shinpiteki Gakkyokushū ~ Usami Sumireko to Himitsu no Bushitsu, 14/08/2015)
- Urban Legend in Limbo OST 2 (深秘的楽曲集・補 東方深秘録初回特典CD, Shinpiteki Gakkyokushū - Ho ~ Tōhō Shinpiroku Shokai Tokuten CD, 08/12/2016)
- Antinomy of Common Flowers OST (完全憑依ディスコグラフィ, Kanzenhyōi Disukogurafi, 06/05/2018)

ZUN's Music Collection, Akyu's Untouched Score e as trilhas sonoras de jogos de luta foram lançadas para download digital no Google Play e na iTunes Store (no Japão e Estados Unidos). Vários CDs de música acompanharam cópias de obras impressas oficiais; estes estão listados abaixo.

### Mídia impressa
Curiosities of Lotus Asia (東方香霖堂, Touhou Kourindou)
Escrito por ZUN, Curiosities of Lotus Asia é uma história publicada em episódios. Inicialmente, foi publicada na revista Colorful Puregirl, mas foi transferida para a Magazine Elfics da companhia BiBLOS após o fim da primeira. Com a falência da BiBLOS, a série foi movida novamente. A série foi finalmente publicada na revista Dengeki Moeoh de agosto a dezembro de 2007, quando atingiu seu fim. Alguns episódios também foram publicados no site Elnavi. Embora uma compilação fosse planejada para 2008, ela nunca foi lançada. Um detalhe interessante é que o protagonista, Rinnosuke Morichika, é o único personagem humanoide masculino mostrado até então em Touhou.
Touhou Sangetsusei (東方三月精)
Touhou Sangetsusei é um mangá publicado na revista Comp Ace, focado em três fadas e suas aventuras e encontros diários. A história é escrita por ZUN, com a arte de mangakás dōjin selecionados. A primeira parte, Eastern and Little Nature Deity, foi desenhada por Nemu Matsukura, mas a partir de maio de 2006, ela precisou interromper o trabalho devido a questões de saúde, e a responsabilidade foi passada para Makoto Hirasaka. A partir desse momento, uma segunda versão, Strange and Bright Nature Deity, foi publicada. Essa parte terminou em janeiro de 2009, sendo substituída pela terceira parte, Oriental Sacred Place, ainda desenhada por Makoto Hirasaka.
Bohemian Archive in Japanese Red (東方文花帖, Touhou Bunkachou)
Bohemian Archive in Japanese Red é um livro oficial da série Touhou Project. Ele contém artigos de jornal fictícios, uma entrevista com ZUN, além de uma compilação de alguns dōjinshi relacionados à série. O livro vem com um CD-ROM anexado à contracapa, que inclui novas músicas feitas por ZUN, a demo de Phantasmagoria of Flower View, e um wallpaper da capa do livro.
Seasonal Dream Vision (東方紫香花, Touhou Shinkoubana)
Seasonal Dream Vision é uma antologia de dōjinshi publicada pela Tora no Ana. Ela inclui uma ambientação de Gensokyo escrita por ZUN, além de um CD com vários rearranjos das músicas da série Touhou.
Perfect Memento in Strict Sense (東方求聞史紀, Touhou Gumonshiki)
Perfect Memento in Strict Sense é um guia e bestiário de Gensokyo, narrado por Hieda no Akyuu. Foi lançado no final de dezembro de 2006 pela Ichijinsha, embora originalmente estivesse marcado para ser lançado em agosto do mesmo ano. Além disso, um mangá baseado na premissa do livro foi publicado na edição de dezembro de 2006 da revista Comic Rex.
Touhou Bougetsushou (東方儚月抄)
Touhou Bougetsushou é a continuação da história de Imperishable Night e consiste em um mangá, um romance e um yonkoma, publicados em três revistas da Ichijinsha. O mangá Silent Sinner in Blue, desenhado por Aki Eda, começou a ser publicado na revista Comic Rex em julho de 2007, focando nas personagens humanas, como Reimu e Marisa. O romance Cage in Lunatic Runagate foi publicado na revista Chara Mel, começando em 25 de junho de 2007 e ilustrado por Tokiame, oferecendo uma perspectiva não-humana da história. Finalmente, o yonkoma The Inaba of the Moon and the Inaba of the Earth, ilustrado por Arata Toshihira, é uma versão mais leve e despreocupada da história, estrelando Reisen e Tewi Inaba. Ele iniciou sua publicação na edição de agosto de 2007 da revista Manga 4koma Kings Palette.
The Grimoire of Marisa (グリモワール オブ マリサ, Gurimowaru obu Marisa)
Grimoire of Marisa é o terceiro fanbook oficial de Touhou, publicado pela Ichijinsha em 28 de julho de 2009. O livro é apresentado no formato de um scrapbook pertencente a Marisa Kirisame, no qual ela registra seus encontros com Spell Cards notáveis. Escrito por ZUN e ilustrado por Takeshi Moriki, com uma ilustração de capa de Genji Asai, o livro inclui um CD com músicas de ZUN e vários papéis de parede.
Wild and Horned Hermit (東方茨歌仙, Tōhō Ibarakasen)
Wild and Horned Hermit é uma série de mangá escrita por ZUN e ilustrada por Aya Azuma, que foi serializada de julho de 2010 a junho de 2019 na revista Chara Mel Febri da Ichijinsha. A história apresenta a protagonista Kasen Ibaraki, uma misteriosa eremita que desce das montanhas de Gensokyo para compartilhar conhecimento com seus habitantes.
Symposium of Post-mysticism (東方求聞口授, Tōhō Gumon Kuju)
Symposium of Post-mysticism é o quarto fanbook oficial, publicado pela Ichijinsha em 27 de abril de 2012. Escrito por ZUN e ilustrado por diversos artistas, o livro é apresentado como um diálogo moderado por Marisa Kirisame, com a participação de Kanako Yasaka, Byakuren Hijiri e Toyosatomimi no Miko. Ele contém perfis de quase todos os personagens de Mountain of Faith até Ten Desires, além de uma coleção de artigos fictícios do Jornal Bunbunmaru e do Kakashi Spirit News, dentro do universo de Touhou.
Forbidden Scrollery (東方鈴奈庵)
Forbidden Scrollery é uma série de mangá escrita por ZUN e ilustrada por Moe Harukawa, publicada entre outubro de 2012 e julho de 2017 na revista Comp Ace. A história gira em torno de Kosuzu Motoori, uma colecionadora de livros raros e perigosos sobre demônios em Gensokyo e funcionária da livraria Suzunaan. O mangá foi licenciado para publicação em inglês pela Yen Press, sendo lançado em sete volumes entre novembro de 2017 e maio de 2019, tornando-se o primeiro trabalho impresso do Touhou Project a ser oficialmente traduzido.
Strange Creators of Outer World (東方外來韋編,, Tōhō Gairai Ihen)
Strange Creators of Outer World é uma revista oficial do Touhou Project, supervisionada por ZUN e publicada pela Kadokawa sob o selo Dengeki Moeoh desde setembro de 2015. A revista apresenta entrevistas com ZUN e outros criadores de dōjin, uma continuação do mangá oficial Curiosities of Lotus Asia, além de quadrinhos e CDs de vários artistas, entre outros conteúdos relacionados.
Alternative Facts in Eastern Utopia (東方文果真報, Tōhō Bunka Shinpō)
Alternative Facts in Eastern Utopia é o quinto fanbook oficial do Touhou Project, publicado pela Kadokawa em 30 de março de 2017. Escrito por ZUN, o livro contém ilustrações de vários artistas e é apresentado como a tentativa de Aya Shameimaru de criar uma revista de fofocas no estilo das publicações do mundo exterior. O conteúdo é semelhante ao do fanbook anterior Bohemian Archive in Japanese Red, mas com um formato significativamente mais caótico e desorganizado.
The Grimoire of Usami (秘封倶楽部異界撮影記録, Hifuu Kurabu Ikai Satsuei Kiroku)
The Grimoire of Usami é o sexto fanbook oficial do Touhou Project, publicado pela Kadokawa em 27 de abril de 2019. O livro apresenta principalmente um mangá escrito por ZUN e ilustrado por Aya Azuma, com uma ilustração de capa de Genji Asai. Na história, os residentes de Gensokyo tentam emular os fogos de artifício do mundo exterior e decidem realizar uma grande exibição de Spell Cards. No entanto, a exibição é interrompida no meio por um grupo de visitantes inesperados.
Foul Detective Satori (東方智霊奇伝　反則探偵さとり, Touhou Chireikiden ~ Hansoku Tantei Satori)
Foul Detective Satori é um mangá oficial escrito por ZUN. É lançado mensalmente no site ComicWalker da Kadokawa desde outubro de 2019. Em agosto de 2023, quatro volumes foram lançados. Os capítulos 1 a 11 foram ilustrados por Ginmokusei, que logo decidiu exonerar-se devido a problemas de saúde. Os capítulos posteriores estão sendo ilustrados por Akimaki Yuu.
Lotus Eaters (東方酔蝶華　～ ロータスイーター達の酔醒, Tōhō Suichōka ~ Rōtasuītā-tachi no Suisei)
Lotus Eaters é uma série de mangá escrita por ZUN e ilustrada por Mizutaki (水炊き). A série começou a ser publicada na revista mensal Comp Ace, da Kadokawa Shoten, em 26 de novembro de 2019.
Whispered Oracle of Hakurei Shrine (東方幻存神籤 ~ Whispered Oracle of Hakurei Shrine, Touhou  Genzonmikuji)
Whispered Oracle of Hakurei Shrine é um mangá escrito por ZUN e ilustrado por múltiplos artistas. É escrito na perspectiva de Reimu Hakurei, e apresenta notas de Omikuji para todos os personagens que apareceram na série até agora (excluindo a era PC-98). Começou a ser serializado em 1º de abril de 2025 no site da Kadokawa.

## Jogabilidade
Nos jogos shmup, o poder dos projéteis do jogador aumenta numa escala linear conforme power-ups são coletados de inimigos abatidos, e eventualmente atinge seu máximo. O jogador também pode coletar itens de "ponto" para conseguir vidas extras; o número necessário cresce exponencialmente conforme o jogador vai adquirindo vidas. O jogador pode entrar em "foco", a tecla Shift por padrão, para diminuir a velocidade de movimento da personagem, tornar a caixa de colisão visível e (geralmente; o contrário acontece com algumas personagens) focar seu ataque numa área menor para torná-lo mais poderoso. O contador de grazes ("raspões" ou "arranhões"), não presente em Story of Eastern Wonderland, Mountain of Faith e Unconnected Marketeers, que registra quantas balas entraram no sprite da personagem mas não atingiram sua caixa de colisão, e recompensa o jogador com um bônus na pontuação por viver perigosamente.
O jogador pode usar uma "bomba" ou "Spell Card", que é similar a "bombas" de outros shmups. Enquanto que o jogador tem um número limitado dessas, usar uma torna o usuário temporariamente invulnerável e usa um ataque mágico que geralmente limpa a tela de balas. Cada personagem tem duas dessas cartas, com diferentes nomes e padrões de ataque cada uma. O jogador pode usar uma durante um curto período de tempo após ser atingido por uma bala (chamado de "deathbomb") para evitar a perda de uma vida e contra-atacar com sua Spell Card; o tempo que o jogador tem disponível para usar a borda é de geralmente 0.3 segundos (8 frames). Chefes também têm Spell Cards, mas com estes o termo se refere a padrões prolongados de ataques e movimentos que duram até que o jogador acabe com suas barras de energia ou o tempo acabe, e não a um único ataque.
Cada jogo individual da série após Embodiment of Scarlet Devil conta com itens adicionais que afetam algum aspecto da jogabilidade, como pontuação ou vidas/bombas extras. Por exemplo, Perfect Cherry Blossom tem "Pontos de Cereja", que são usados primariamente para pontuação, mas podem conceder invulnerabilidade temporária (conhecida como "Borda Sobrenatural"); Imperishable Night tem "Pontos de Tempo", que são essenciais para se avançar para as últimas fases, e também determinam se o jogador tem a oportunidade de desafiar o "Last Spell" de cada chefe caso esteja na dificuldade Normal ou mais alta; Mountain of Faith tem "Pontos de Fé", que ajudam a tabular a pontuação que o jogador recebe ao recolher itens de ponto e bônus por vencer Spell Cards sem morrer ou usar uma bomba.
Cada jogo principal de Touhou tem quatro níveis de dificuldade: "fácil", "normal", "difícil" e "lunático", com cade um sendo mais difícil que o outro respectivamente. Apesar das escolhas de dificuldade, cade jogo tem seis fases que vão ficando cada vez mais difíceis. As únicas exceções para isso são Story of Eastern Wonderland, que tem apenas cinco fases, Lotus Land Story e Embodiment of Scarlet Devil, que ambos impedem o jogador de progredir para a sexta fase na dificuldade fácil.
Em adição aos quatro níveis de dificuldade, existe uma fase extra, que é desbloqueada depois de completar o jogo sem usar nenhuma "continuação" na tela de game over, isso é chamado de "one-credit clear". A fase extra é mais difícil que que o nível "normal" e menos difícil que o nível "difícil", e inclui uma luta de chefe mais longa que o normal (usualmente com dez Spell Cards). Chefes em fases extras são comumente imune à bombas. Alguns jogos na série requerem um "one-credit clear" no modo "normal" ou acima para desbloquear a fase extra, enquanto em outros, isso pode ser feito em qualquer dificuldade. Em Perfect Cherry Blossom, existe uma fase extra denominada "Phantasm", onde a dificuldade é aumentada ainda mais. A fase "Phantasm" pode ser acessada depois de vencer o chefe da fase extra e capturando pelo menos 60 Spell Cards com qualquer um dos personagens jogáveis.

### Glossário
1CC (one-credit clear)
Completar um jogo sem ficar sem vidas. Um 1CC é necessário para desbloquear a fase extra, e conseguir o "final bom".
Bomba
Uma arma dada ao jogador que irá limpar a tela das balas inimigas, causar grandes danos e dar invulnerabilidade temporária. O poder da bomba é compensado pela sua falta de disponibilidade, com a maioria dos personagens normalmente começando com dois. Em Mountain of Faith e Subterranean Animism, as bombas não recebem seu próprio contador, mas consomem parte do poder de tiro do jogador. De Imperishable Night em diante, elas são chamadas de Spell Cards.
Captura
Sobreviver a uma Spell Card inimiga sem morrer, usar bomba ou ficar sem tempo.
Deathbomb
Usar uma bomba logo após ser atingido (normalmente em 8 frames), que evita que o jogador perca uma vida.
Fase extra
A fase final de cada jogo Touhou, desbloqueada após o 1CC do jogo normal. A fase extra é mais curta que o jogo normal, mas também muito mais difícil.
Modo de foco
Uma habilidade que pode ser ativada a qualquer momento, o que irá desacelerar o jogador, tornando-o mais fácil de controlar. O modo de foco foi introduzido em Lotus Land Story e apareceu em todos os jogos de tiro em Touhou desde então. Desde Perfect Cherry Blossom, ativar o modo de foco mostrará a hitbox do jogador e apertará seu cone de fogo.
Graze
Fazer com que as balas inimigas atinjam a borda da hitbox do jogador.
Hitbox
A região do sprite do jogador que determina se ele foi atingido por uma bala inimiga.
Item
Qualquer um dos vários power-ups que aparecerão para o jogador coletar. Isso pode dar ao jogador bombas, vidas, poder de tiro ou pontos extras.
Ponto de coleta
Uma área na parte superior da tela, que coletará todos os itens da tela quando for aproximada. Presente apenas nos jogos para Windows, só pode ser ativado com potência total em Embodiment of Scarlet Devil e Perfect Cherry Blossom, e em Imperishable Night, Marisa é a única personagem que pode ativá-lo sem potência total.
Tiro
O principal método de ataque do jogador, que difere dependendo do personagem escolhido, e, em todos os jogos, cada personagem terá pelo menos dois tipos de tiro para escolher.
Modo lento
Um recurso opcional em Lotus Land Story, Mystic Square, Perfect Cherry Blossom e Imperishable Night que reduz a taxa de quadros quando um grande número de balas está na tela, tornando-as mais fáceis de evitar.
Spell Card
Nome dado a ataques específicos usados por chefes. Também usado em referência a bombas.

## História

### Ambientação
As histórias dos jogos de Touhou Project giram ao redor de estranhos fenômenos que ocorrem na terra fictícia de Gensokyo (幻想郷, Gensōkyō, literalmente Terra da Ilusão ou Terra da Fantasia), que ZUN projetou como uma vila humana em alguns recantos remotos das montanhas do Japão. Originalmente, foi simplesmente chamada de "uma terra remota separada de uma aldeia humana em um país oriental." Um bom tempo antes da história de Touhou Project começar, muitos seres não-humanos como yōkai viveram com alguns humanos na área. Depois de alguns humanos desaparecerem em Gensokyo, muitos humanos ficaram com receio de se aproximar dessa área, enquanto ouros ficaram ali para exterminar yōkai. Entretanto, com o passar do tempo, os humanos desenvolveram uma civilização e multiplicaram-se em número, e assim os yōkai ficaram preocupados como o equilíbrio entre humanos e yōkai se afetaria. 500 anos antes de Embodiment of Scarlet Devil, a sábia yōkai  Yukari Yakumo inaugurou a "fronteira do fantasma e da substância", que foi muito favorecido entre os yōkai e protegeu o equilíbrio. Isso foi chamado de "Projeto de Expansão Yōkai" e fez com que Gensokyo virasse um mundo fantasmal que automaticamente chamou os yōkai enfraquecidos do mundo exterior. Outras coisas que desapareceram do mundo exterior, como animais extintos, ferramentas perdidas, e arquitetura, começaram a aparecer em Gensokyo. Como Gensokyo era um pedaço de terra do Japão que foi separado por uma barreira, é o Japão que está imediatamente fora desta barreira.
Como resultado do selamento, Gensokyo ficou inacessível do mundo exterior, e da mesma forma, aqueles em Gensokyo eram incapazes de sair. A existência de Gensokyo não pôde ser confirmada pelo mundo exterior, nem o mundo exterior poderia ser confirmado dentro de Gensokyo. Como resultado, a comunidade isolada desenvolveu a sua própria civilização, separada do mundo exterior. Embora separado por uma barreira, é um mundo fronteiriço com o seu exterior, em oposição a estar num universo paralelo. Não há mar em Gensokyo, pois não há litoral. Em Gensokyo, existem poucos humanos e vários tipos de yōkai. Algumas espécies incluem mágicos, feras, teriantropos, vampiros, bōrei, tengu, sereias, kappa e yōkai (uma espécie de grupo diverso). Existem outras espécies que podem ser yōkai dependendo da definição, como fadas, espíritos, yūrei, espíritos vingativos, poltergeists, eremitas, oni e deuses, todos retratados em forma humana feminina.
Na atual Gensokyo, presente em todos os jogos de Touhou Project desde Embodiment of Scarlet Devil (EoSD), as qualidades mágicas e espirituais prevalecem em comparação com o mundo exterior, onde os fenômenos não científicos foram descartados como "superstição" na época da Era Meiji. A única porta de entrada conhecida do mundo exterior para Gensokyo é o Santuário Hakurei, na fronteira de Gensokyo. As regras de Spell Card também foram estabelecidas para manter o relacionamento entre humanos e yōkai em um estilo simulado, o que era necessário para a preservação do equilíbrio de Gensokyo. A "Grande Barreira Hakurei", gerenciada pela sacerdotisa Hakurei passada, foi construída várias décadas antes de EoSD, que é descrita como uma "barreira do bom senso", e é, portanto, uma forte barreira lógica que nem mesmo os yōkai podem passar. Os yōkai inicialmente se opuseram à sua construção antes de compreenderem sua utilidade.

### Eventos dos jogos
Em Gensokyo, eventos chamados de "incidentes" ocorrem de vez em quando. Um incidente é um evento que afeta toda Gensokyo e sua causa é desconhecida no tempo em que ocorre. Touhou foca primariamente em incidentes que afetam toda Gensokyo em suas histórias, mas também existem obras como Mountain of Faith, centradas em eventos de menor escala.
Frequentemente, os incidentes são devidos ao capricho ou curiosidade de um yōkai, e normalmente Reimu Hakurei iria investigar e encontrar e castigar o perpetrador. Embora Reimu normalmente seja quem resolve os incidentes, há casos em que Marisa Kirisame e outros personagens os resolveriam. Quando ocorre um grande incidente, os espíritos e as fadas são afetados pelo incidente e experimentam um aumento de poder durante o incidente.

### Personagens
Com seu foco em personagens bishōjo, A série Touhou Project realmente se destaca por seu vasto elenco de personagens, o que é notável para um shmup. Os personagens têm personalidades bem definidas, o que leva os fãs a criar muitos estereótipos, piadas internas e até mesmo desenvolver uma forte afeição por personagens que aparecem apenas uma vez. Um exemplo disso é Hong Meiling, chefe da terceira fase de Embodiment of Scarlet Devil, que ficou conhecida como Chuugoku (China), já que muitos jogadores tinham dificuldade em lembrar seu nome. Mesmo sendo uma personagem secundária, Meiling ganhou tanta popularidade que chegou a vencer um concurso de popularidade no Japão.
Embora o elenco seja majoritariamente feminino, há apenas cinco personagens masculinos conhecidos na série. Um deles é Genjii, uma tartaruga e pet de Reimu no universo da era PC-98, outros dois (Youki Konpaku e Myouren Hijiri) são mencionados brevemente, e Rinnosuke Morichika, que aparece nos romances, também é um personagem masculino. O último, Unzan, é uma entidade semelhante a uma nuvem, e também é uma figura masculina no universo de Touhou.
Embora cada jogo da série tenha uma variedade de personagens, a principal protagonista é sempre a miko Reimu Hakurei, com Marisa Kirisame se tornando uma personagem constante a partir do segundo jogo. Essas duas personagens aparecem em todos os jogos subsequentes. A exceção a essa regra é Shoot the Bullet, onde a única personagem jogável é a repórter tengu Aya Shameimaru, e nem Reimu nem Marisa aparecem no jogo.
Antes das lutas contra as chefes há a presença de diálogos, estes muito frequentemente cômicos, com muito sarcasmo e conversas jocosas, porém muitas vezes parte um humor do qual um público não japonês possa não compreender (como muitas das piadas que são perdidas na hora de uma tradução). Raramente são diálogos sérios; um exemplo é o diálogo de Marisa e Rumia na primeira fase de Embodiment of Scarlet Devil:
Marisa: Aliás, por que você está com os braços erguidos assim?

Rumia: Eu me pareço com uma imagem de santo crucificado em uma cruz?

Marisa: Parece ser a humanidade aprendendo a somar. (referência à obra de Hiroshi Mori)
Ou um mais compreensível para o público ocidental, na quinta fase do mesmo jogo:
Marisa: Você é um daqueles, não é? Que não aguentam a luz do sol ou vegetais, ou aquela coisa prateada. Você sabe, os mestres da noite que tem um monte de fraquezas por alguma razão.

Remilia: Sim, sou uma garota doente.
Marisa: Interessante. Então você bebe aquilo? Sabe aquilo?
Remilia: É claro. Mas não sou gulosa. Sempre deixo um pouco no prato.
Marisa: Já sugou o sangue de quantas pessoas?
Remilia: Consegue se lembrar de quantas fatias de pão você já comeu? (referência ao mangá Jojo's Bizarre Adventure)

Marisa: Treze. Prefiro comida japonesa.

## Desenvolvimento

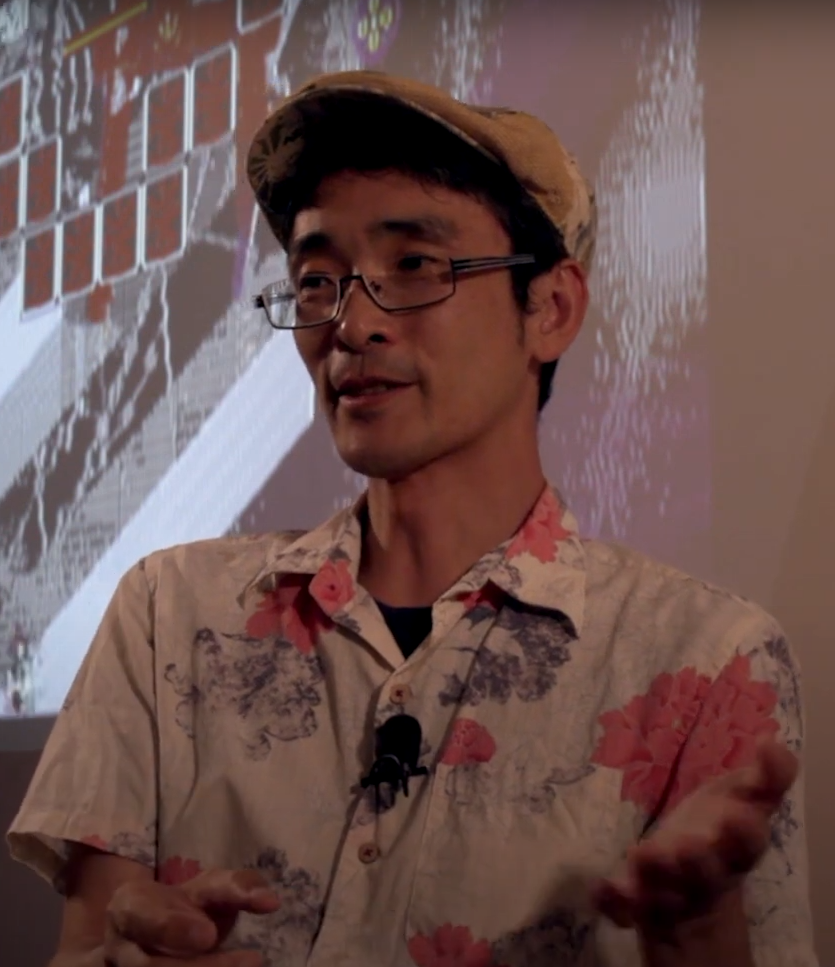
ZUN, o desenvolvedor, compositor e designer da franquia Touhou Project

Touhou Project é um projeto de um único homem, um produtor japonês de jogos, ZUN, que faz todos os gráficos, músicas e programação de seus jogos sozinho. As exceções são as colaborações com a Twilight Frontier para a produção de Immaterial and Missing Power, Scarlet Weather Rhapsody, Touhou Hisoutensoku e outros.
A ideia de Touhou Project veio a ZUN ainda em seus anos na escola. Embora a maioria dos jogos shmup utilizam um tema militar ou de ficção científica, ZUN queria um jogo com uma personagem principal que fosse uma miko, e uma estética xintoísta. ZUN fazia parte do clube de orquestra de sua escola e originalmente queria criar músicas para videogames. Ele foi para a faculdade na esperança de compor músicas para jogos de luta, já que eram populares na época devido a Street Fighter II. Porém, ele decidiu que, para que ele pudesse usar suas próprias músicas em jogos, seria mais fácil criar seu próprio jogo para isso, e, então, o primeiro jogo da série Touhou, Highly Responsive to Prayers, foi lançado em 1996. Seu primeiro jogo foi intencionado como uma prática em programação, e Touhou só se tornou uma série de shmups a partir do segundo jogo, visto que a popularidade de shmups havia sido revivida na época devido a RayForce, e ZUN sempre fora um grande fã deste tipo de jogo. ZUN remarca que o tema geral e a direção tomada em Touhou só começaram a tomar forma no sexto jogo, Embodiment of Scarlet Devil.
De acordo com sua entrevista no Bohemian Archive in Japanese Red, ZUN desenvolve seus jogos com Visual Studio, Adobe Photoshop e Cubase SX.

## Recepção e trabalhos de fãs

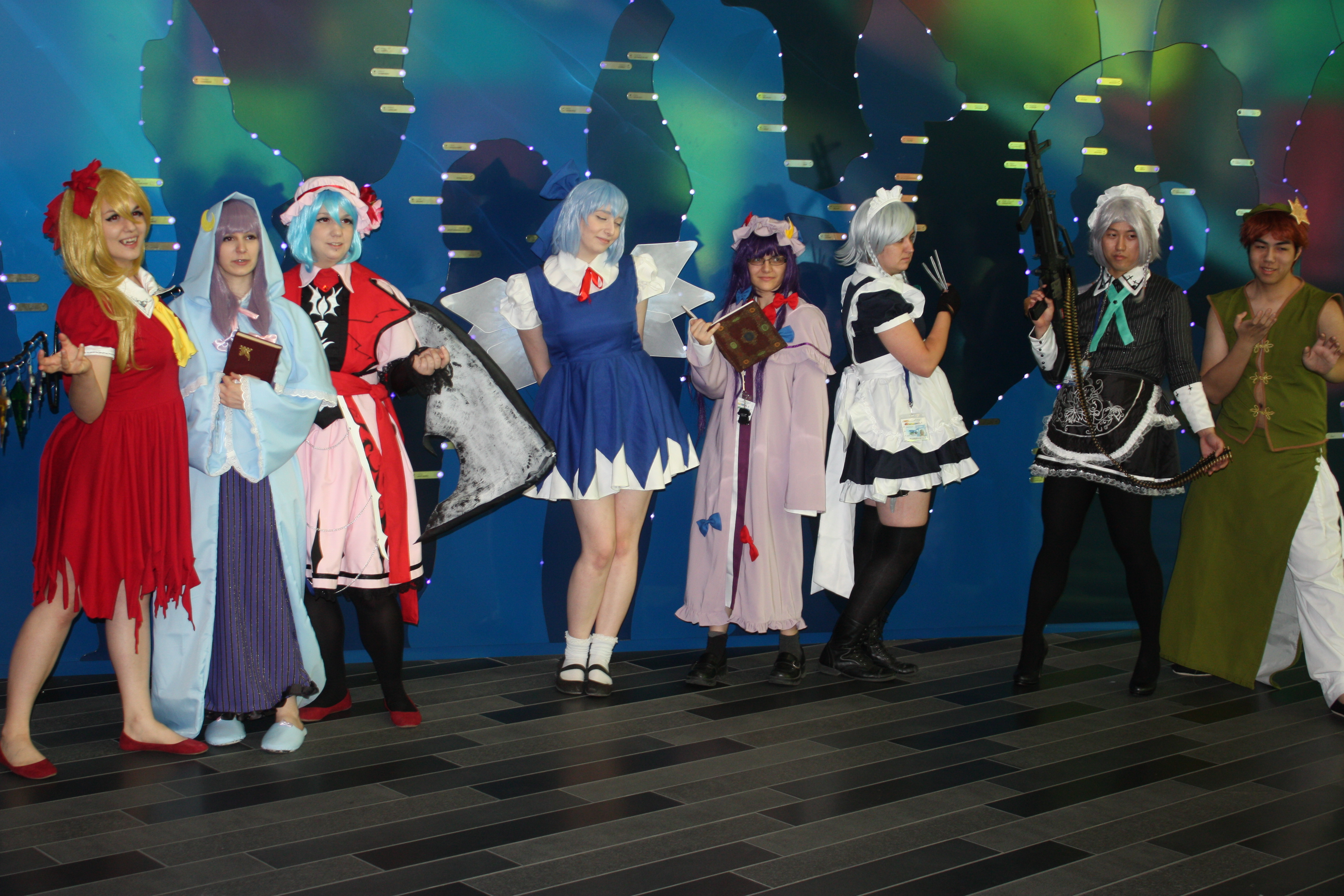
Fãs com cosplays caracterizados de várias personagens da série.

Uma quantidade prodigiosa de trabalhos baseados em Touhou foi criado desde o lançamento de Embodiment of Scarlet Devil. Esses incluem dōjinshi, música dōjin, animes dōjin, MADs, e jogos dōjin (o que é peculiar, visto que Touhou também é uma série dōjin). O vasto escopo de derivados de Touhou instigou comentários, notando que Touhou Project se tornou uma parte crucial da mídia gerada pelo consumidor no Japão. Hoje em dia, Touhou Project é considerado um exemplo típico de consumo de database. Essas atividades dōjin são principalmente responsáveis por adicionar atributos originais a personagens que ZUN pode não ter pretendido. ZUN, em sua maior parte, reconheceu, apreciou e até encorajou esses trabalhos derivados, impondo muito poucas restrições ao uso de seus trabalhos. As principais restrições estão na distribuição comercial não autorizada (em oposição ao dōjin) e casos de spoiler de finais; a atribuição adequada ao Team Shanghai Alice é um requisito; solicita-se aos criadores de obras derivadas que se abstenham de financiar os seus projetos através de crowdfunding. O próprio ZUN afirmou que não queria que a série de jogos Touhou Project fosse oficialmente comercializada.
Em termos de volume de publicação, não havia círculos publicando derivativos de Touhou na Comiket 64 em agosto de 2003. A primeira publicação recente de tais trabalhos ocorreu em dezembro de 2003, seguindo o lançamento de Perfect Cherry Blossom; sete círculos venderam trabalhos derivativos de Touhou na Comiket 65 em dezembro de 2003. Na Comiket 74 em agosto de 2008, um total de 885 círculos estavam programados para terem trabalhos derivados à venda ou à mostra, de um total de 35.000 círculos participando na tal.
Os jogos dōjin baseados em Touhou incluem adaptações de mecânicas de outras séries com personagens de Touhou, como Super Marisa Land (uma óbvia paródia e um trocadilho de Super Mario Land), MegaMari (baseado na série Mega Man), e Touhou Soccer (baseado nos jogos Captain Tsubasa da Tecmo). A música de Touhou também é muito popular, e muitos CDs de arranjos podem ser encontrados à venda na Comiket ou em outras convenções japonesas.
Essas atividades dōjin são principalmente responsáveis por adicionar atributos a personagens que ZUN pode não ter tido a intenção a princípio. Por exemplo, Alice Margatroid é descrita nos jogos originais como distante e raramente se preocupando muito com outros, enquanto que em dōjin ela é uma garota frágil e supersensível que procura desesperadamente o afeto de Marisa.  
| _,,....,,_ ＿人人人人人人人人人人人人人人人＿ -''":::::::::::::｀''＞ ゆっくりしていってね！！！ ＜ ヽ:::::::::::::::::::::￣^Ｙ^Ｙ^Ｙ^Ｙ^Ｙ^Ｙ^Ｙ^Ｙ^Ｙ^Ｙ^Ｙ^Ｙ^Ｙ^Ｙ^￣ \|::::::;ノ´￣＼:::::::::::＼_,. -‐ｧ ＿_ _____ ＿_____ \|::::ﾉ ヽ､ヽr-r'"´ （.__ ,´ _,, '-´￣￣｀-ゝ 、_ イ、 _,.!イ_ _,.ﾍｰｧ'二ﾊ二ヽ､へ,_7 'r ´ ヽ、ﾝ、 ::::::rｰ''7ｺ-‐'"´ ; ', ｀ヽ/｀7 ,'＝=─- -─=＝', i r-'ｧ'"´/ /! ﾊ ハ ! iヾ_ﾉ i ｲ iゝ、ｲ人レ／_ルヽｲ i \| !イ´ ,' \| /__,.!/ V ､!__ﾊ ,' ,ゝ ﾚﾘｲi (ﾋ_] ﾋ_ﾝ ).\| .\|、i .\|\| `! !/ﾚi' (ﾋ_] ﾋ_ﾝ ﾚ'i ﾉ !Y!"" ,＿__, "" 「 !ﾉ i \| ,' ﾉ !'" ,＿__, "' i .ﾚ' L.',. ヽ _ﾝ L」 ﾉ\| .\| （ ,ﾊ ヽ _ﾝ 人! \| \|\|ヽ、 ,ｲ\| \|\|ｲ\| / ,.ﾍ,）､ ）＞,､ _____, ,.イ ハ レ ル｀ ー--─ ´ルﾚ ﾚ´ A arte em Shift-JIS "Yukkuri shiteitte ne!!!" original. Personagens: Marisa (esquerda) e Reimu (direita) |

Casais yuri são prevalentes em dōjinshi de Touhou. Também, fãs japoneses têm o hábito de dar apelidos às suas personagens favoritas, geralmente baseados em referências internas. Hong Meiling é "Chuugoku" (China), Yukari Yakumo é "Yukarin", Patchouli Knowledge é "Pache", e assim por diante. Dentre os derivativos mais populares da série estão a série de vídeos em Flash criados pelo círculo dōjin de música IOSYS. Muitos deles, o mais popular sendo "Marisa Stole the Precious Thing" ("Marisa Roubou a Coisa Preciosa"), são populares em fóruns otaku de internet e o Nico Nico Douga. 
Um notável meme de internet que surgiu do fandom de Touhou é o "Yukkuri shiteitte ne!!!" (ゆっくりしていってね！！！, muitas vezes traduzido como "você deve pegar leve!!!" ou "pegue leve"), envolvendo personagens de Touhou como cabeças de pão-doce sem corpo, que se originou de uma tentativa desfigurada de desenhar Reimu e Marisa com arte Shift-JIS. Eles se tornaram tão populares que a frase "Yukkuri shite itte ne!!!" ganhou bronze em "Gíria de Internet do Ano" de 2008 no Japão. As cabeças de pão-doce, que passaram a ser chamadas de "yukkuri", também aparecem em propagandas na internet, nos animes Natsu no Arashi! e Pani Poni Dash!, e, notavelmente, na página principal do 2channel, o maior fórum de internet do mundo. 
Vários animes feitos por fãs foram feitos para Touhou. Embora criado por estúdios amadores, os projetos incluíram a aparição de alguns dubladores profissionais, como Rie Tanaka. Animes dōjin incluem Fantasy Kaleidoscope ~ The Memories of Phantasm (幻想万華鏡) feito pelo círculo dōjin Manpuku Jinja em 2011, A Summer Day's Dream (夢想夏郷) pelo círculo Maikaze, e Hifuu Club Activity Record ~ The Sealed Esoteric History (秘封活动记录) pelo círculo chinês Kyoto Fantasy Troupe. Um anime derivado foi feito por um estúdio comercial: Anime Tenchou x Touhou Project (アニメ店長 x 東方Project) pela Ufotable para celebrar os 10 anos da cadeia de produtos japonesa Animate como vídeo promocional da loja combinando Touhou com o mascote da Animate, Meito Anizawa.
Touhou Project foi nomeado para a décima primeira premiação da anual Media Arts Plaza da Agência de Assuntos Culturais do Japão, sob a categoria de Entretenimento. Porém, Wii Sports, da Nintendo, recebeu o grande prêmio e Touhou Project falhou em receber qualquer premiação. A série foi entrou no Guinness World Records em outubro de 2010 como a "série de tiro mais prolífica feita por fãs".
Em 2018, uma variante da flor Lagerstroemia indica da Universidade Florestal de Pequim foi nomeada "Reimu" (Chinês: 灵梦) por suas semelhanças com a roupa de Reimu Hakurei.

### Reitaisai
A Reitaisai do Santuário Hakurei (博麗神社例大祭, Hakurei Jinja Reitaisai, o Grande Festival Regular do Santuário Hakurei) é a maior das muitas convenções dōjin que hospedam apenas conteúdo de Touhou. Apesar do coordenador desta convenção não ter nada a ver oficialmente com a Team Shanghai Alice, o nome "Reitaisai do Santuário Hakurei" foi dado pelo próprio ZUN.
Começou em 2004 como um modo da Team Shanghai Alice distribuir publicamente para os fãs versões demo de seus jogos a serem lançados, antes destes serem disponibilizados através da internet; em adição, o Reitaisai de 2004 teve um total de 114 círculos dōjin participantes. Desde então muitos trabalhos derivativos de Touhou também são reunidos e vendidos neste evento. Começando todo ano em abril ou maio, a convenção já foi hospedada em Ota, Tóquio em 2004; Naka-ku, Yokohama em 2005; Sunshine City, Tóquio em 2006 e 2007; no Tokyo Big Sight em 2008, onde 1086 círculos participaram, e também em 2009. Na Reitaisai SP de 2010, uma Reitaisai adicional começou a ser realizada devido ao crescimento de popularidade, começou, mas foi cancelada depois de 2011, e depois iria a voltar e renomeada como Autumn Reitaisai desde 2014. A Reitaisai de 2011 foi originalmente cancelada devido a problemas de segurança depois do sismo e tsunâmi de Tohoku em 2011, e o lançamento de Ten Desires foi adiado. Posteriormente, foi remarcado e realizado em 8 de maio de 2011, com aproximadamente 4.940 círculos participantes. A 17º Reitaisai em 2020, que originalmente aconteceria em 22 de março antes de ser adiado para 17 de maio, foi cancelado devido a questões de segurança devido à pandemia de COVID-19, tornando-se a primeira Reitaisai a ser cancelada.